# モヒカン族の最後

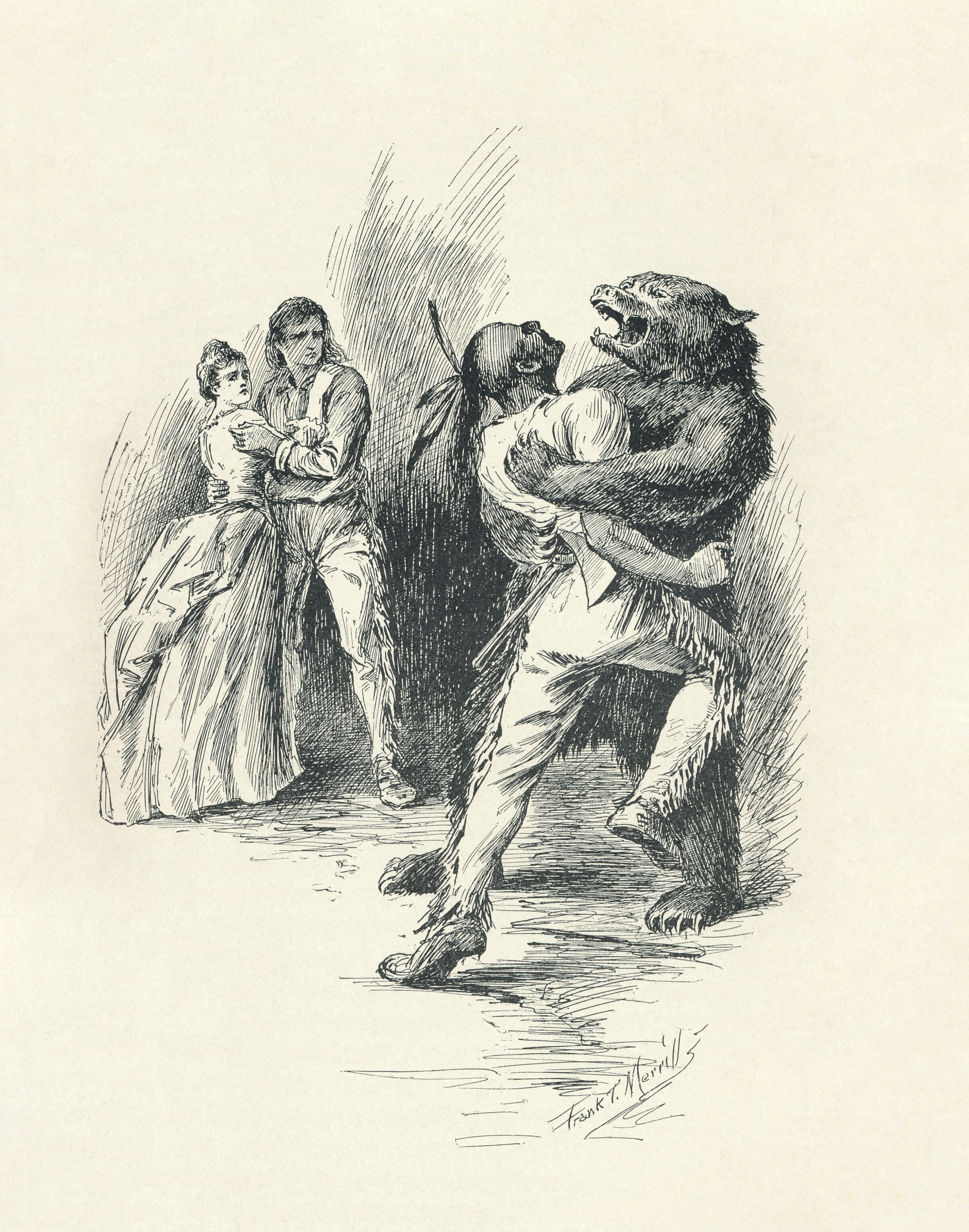

『モヒカン族の最後』（モヒカンぞくのさいご、原題: The Last of the Mohicans）は、ジェイムズ・フェニモア・クーパーによる長篇歴史小説。初版は1826年1月。

## 概要

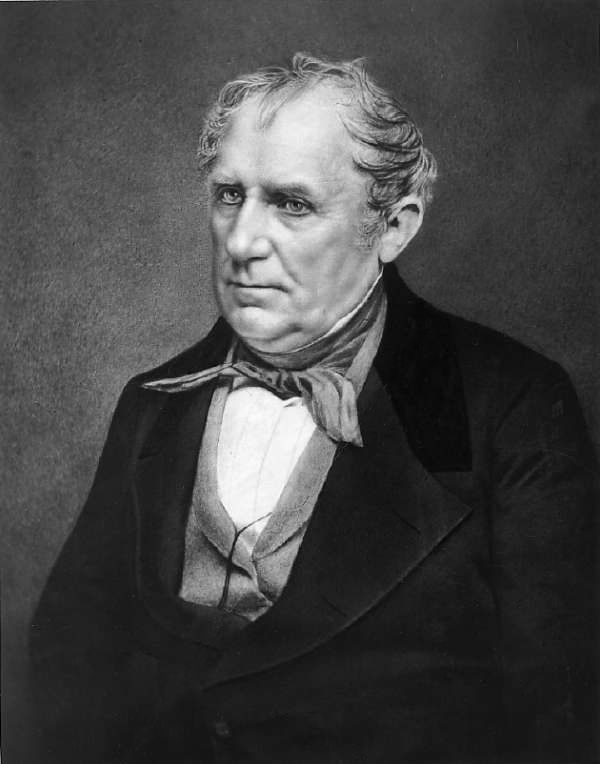
ジェイムズ・フェニモア・クーパー

当時人気のあった通俗小説のひとつで、クーパーをアメリカ文学作家として世界的に有名な域まで押し上げた出世作でもある。この作品は彼の5部作『レザーストッキング物語』（皮脚絆物語）シリーズの第2作である。第3作は『道を拓く者』。
この作品の物語の欠陥は発表当初から指摘され、その長大さと精緻でかしこまった文体は、後の読者を惹き付けるに至らなかった。しかし、それにもかかわらず『モヒカン族の最後』は現在でもなおアメリカ文学において大きなウェイトを占める作品として認められている。（→表紙、1942年版）

## 梗概
「皮脚絆物語」の共通の主人公であるナティー・バンポーは、ここでは「ホークアイ」の名で登場する。フレンチ・インディアン戦争の時代のニューヨーク州を舞台として、イングランド軍の隊長マンロウと、その黒人との混血の娘コーラ、白人との娘アリスに、ダンカン・ヘイワード少尉が登場する。またモヒカン族のチンガチグックとその息子アンカスが、彼らの味方である。敵方はヒューロン族のマグアを中心として、敵味方に別れての戦いが描かれている。のちの西部劇に近いものがあり、インディアンの部族については混乱が見られて明確ではなく、デラウェア族などというのも現れる。原題は「モヒカン族の最後の人」という意味で、アンカスのことだが、日本では一貫して「モヒカン族の最後」と訳されてきた。

## インディアンに対する影響
主人公の名前アンカスは、17世紀中頃にインディアンの一部族「モヒガン族」を創始した人物の名に由来している。実在のアンカスは「モヒガン族 Mohegan」であり、「モヒカン族 Mohican」ではない。

## 日本語訳
- 橋本福夫訳、早川書房 1951。NCID BA43404526。
- 野村愛正訳、大日本雄弁会講談社〈世界名作全集 42〉1952。。
- 東野達夫、黎明社〈世界名作物語 40〉1954。NCID BB06180460。
- 大久保康雄訳、創元社〈世界少年少女文学全集第2部 ; 16冒険小説集〉1958。児童書。NCID BN11092571。
- 野村愛正訳、講談社〈世界名作全集 42〉1962。NCID BA91581431。
  - 同〈世界名作全集 46〉1967。NCID BB00050214
- 白木茂訳、小学館〈少年少女世界名作文学全集 37〉1964。児童書。NCID BB00114645。
- 園城寺信一訳、英潮社〈英潮社・ロングマン・グレイデッド・リーダーズ〉1968。NCID BA50409144。、塩澤利雄（注釈）。
- 犬飼和雄訳、学習研究社 1974。児童書。
  - 改版、学習研究社〈学研世界名作シリーズ 8〉1981。児童書。NCID BA30642747。
  - 改版改題、早川書房〈ハヤカワ文庫 NV684-685〉上下巻、1993。NCID BN09084570、50406847、4150406855。
- サーニ絵、坂斉新治訳、西沢正太郎文、小学館〈少年少女世界文学全集 : 国際版 第18巻〉1978。児童書。NCID BA55189238
- 足立康訳、N・C・ワイエス画、福音館書店〈福音館古典童話シリーズ 30〉、1993。児童書。NCID BN09005472、ISBN 4834011658。
- 戸井十月訳、中村銀子絵、講談社〈痛快世界の冒険文学 22〉1999。NCID BA42584626、ISBN 406268022X。
- 北山克彦「モヒカン族の最後 クーパー : ナッティー・バンボー＝「鷹の目」と呼ばれる射撃のうまい白人斥候」『アメリカ文学 : 名作と主人公』、自由国民社〈明快案内シリーズ〉2009。ダイジェスト編集版。NCID BA91600751、ISBN 9784426108250。
- 村山淳彦訳『モヒカン族最後の戦士 : 1757年の物語』、小鳥遊書房、2024。NCID BD09717291、ISBN 9784867800621。

文学全集に収載
- 『オズの魔法使い . 少女パレアナ . モヒカン族の最後 . ホイットマン詩 . ケティ物語』石坂洋次郎（編集）、本多顕彰（解説）、滑川道夫（読書のてびき）、小学館〈少年少女世界の名作文学 13 ; アメリカ編 4〉1966。児童書。NCID BN07320049。
  - 『オズの魔法使い . 少女パレアナ . モヒカン族の最後 . ホイットマン詩 . ケティ物語 . 小公子 ; 小公女 ; 秘密の花園 . ワンダーブック』小学館〈少年少女世界の名作文学 7：アメリカ編 ; 4-5〉、1977。児童書。NCID BB00383840。石坂洋次郎（編集）、村岡花子（編集）、本多顕彰、村岡花子（解説）、滑川道夫（読書のてびき）

書評
- 山下武「クーパーの『モヒカン族の最後』」『忘れられた作家・忘れられた本』、松籟社 1987。NCID BN01065095、ISBN 4879840777。

## 関連作品

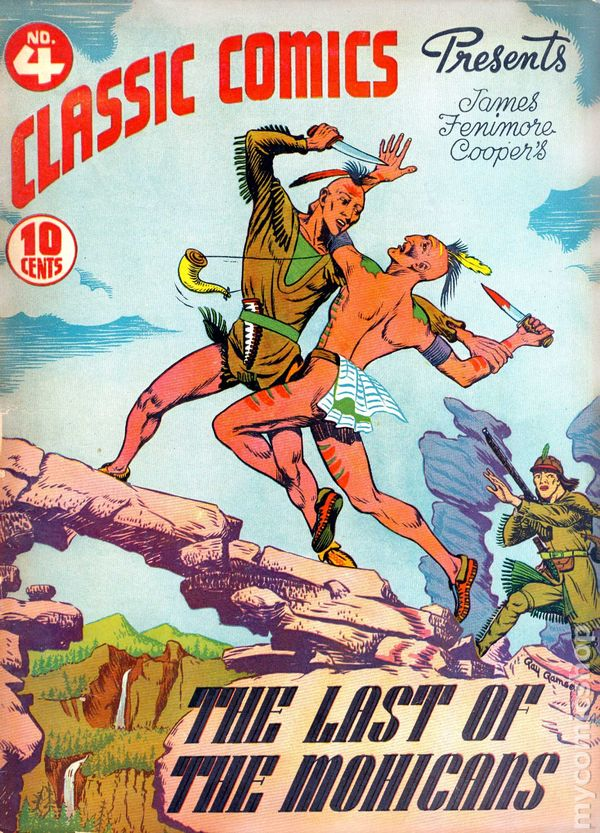
アメリカ、クラシック・コミックス誌での漫画版。杉浦茂の日本版の表紙はこれを模写したもの

### 映画
本作は複数回にわたって映画化されており、特に1936年のジョージ・B・サイツ監督作品が著名である。
- 1920年公開 - 米国：モーリス・トゥールヌール、クラレンス・ブラウン監督 - 邦題『モヒカン族の最後』[5]
- 1920年公開 - ドイツ：アルトゥール・ヴェリン監督
- 1936年公開 - 米国：ジョージ・B・サイツ監督
- 1992年公開 - 米国：マイケル・マン監督 - 邦題『ラスト・オブ・モヒカン』

### テレビドラマ
- 1971年 - 米国のミニシリーズ。BBCで放映：フィリップ・マドック出演、デイヴィド・マロニー監督
  - 作品自体が高い評価を受けてプライムタイム・エミー賞 作品賞 (ミニシリーズ部門)にノミネートされた。

### 漫画
- 1953年（昭和28年）出版 - 日本：杉浦茂著 - 『モヒカン族の最後』（集英社〈おもしろ漫画文庫〉）[6]
  - 1988年改版改題 - 日本：杉浦茂『モヒカン族の最後・水戸黄門漫遊記』（ペップ出版〈杉浦茂ワンダーランド 7〉）NCID BB01360578、ISBN 4893510371。
- 1953年（昭和28年）出版 - 日本：クーパー 原作、川田漫一 絵『モヒカン族の最後』（曙出版〈世界名作漫画文庫〉）[7]